# Gracilepteryx
Gracilepteryx é um gênero extinto de mariposas que pertencia à família Eolepidopterigidae, continha somente a espécie Gracilepteryx pulchra, tendo vivido durante a Formação de Crato no Brasil.